# Yūko Arakida
Yūko Arakida (jap. 荒木田 裕子 Arakida Yūko; ur. 14 lutego 1954 w Tazawako w prefekturze Akita, zm. 16 września 2024) – japońska siatkarka, złota medalistka igrzysk olimpijskich, mistrzostw świata, pucharu świata i igrzysk azjatyckich oraz działaczka sportowa.

## Życiorys
Arakida wraz z reprezentacją Japonii zdobyła złote medale podczas igrzysk azjatyckich 1974 odbywających się w Teheranie oraz na mistrzostwach świata 1974 w Meksyku. Wystąpiła na igrzyskach olimpijskich 1976 w Montrealu. Zagrała wówczas we wszystkich meczach olimpijskiego turnieju, w tym we zwycięskim meczu finałowym ze reprezentacją Związku Radzieckiego. Tryumfowała w pucharze świata 1977 rozgrywanym w jej ojczyźnie.
W latach 1972–1978 była zawodniczką klubu Hitachi Belle Fille, z którym pięciokrotnie zdobyła mistrzostwo ligi japońskiej pomiędzy 1974 i 1978.
W lutym 2012 została dyrektorką sportową komisji ubiegającej się organizację Letnich Igrzysk Olimpijskich 2020 i Letnich Igrzysk Paraolimpijskich 2020 w Tokio. Wcześniej pełniła funkcję przewodniczącej Azjatyckiej Rady Olimpijskiej.